# Tomasina Morosini

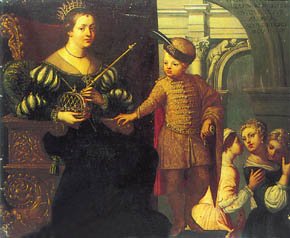
Tomasina Morosini y su hijo el futuro Andrés III de Hungría. Pintura del siglo XVIII

Tomasina Morosini (1250-1300) fue una noble veneciana, esposa del príncipe Esteban de Hungría (1236-1271), hijo de Andrés II de Hungría. Tomasina fue madre del rey Andrés III de Hungría.

## Biografía
Tomasina provenía de una familia noble veneciana y era hija de Michele Morosini y una noble de nombre desconocido. La familia Morosini en particular había ganado gran prestigio. Décadas antes, cuando los cruzados tomaron Constantinopla e instauraron el Imperio Latino, los franceses y venecianos se hicieron con el poder del nuevo Estado. El primer patriarca latino de este imperio fue Tomás Morosini de 1204 a 1211, un ancestro cercano de Tomasina.
Entre 1263 y 1264 fue dada en matrimonio al príncipe húngaro Esteban, hijo del fallecido rey Andrés II de Hungría y de Beatriz de Este, la cual fue repudiada por la familia real húngara después de la muerte del rey, y dio a luz a su hijo tras la muerte de su padre. De esta forma, Esteban no fue reconocido por sus medios hermanos como miembro de la Casa de Árpad. Sin embargo, su hijo con Tomasina logró finalmente llegar al trono húngaro.
La noble veneciana dio a luz a Andrés hacia 1265 y pronto enviudó en 1271. Tras la muerte de su esposo, Esteban, utilizó todas sus influencias para hacer que su hijo Andrés llegase al trono húngaro y de esta forma, después de fallecer Ladislao IV de Hungría, quien no dejó herederos, Andrés fue coronado como Andrés III. Entonces ella se trasladó a Hungría en 1292, donde portó el título de reina madre consorte (regina senior) y gobernó varios estados eslavos menores del sur del reino, a partir de 1295 como duquesa de Eslavonia (ducissa sclavonie).
Tomasina murió en 1300, según algunas fuentes luego de ser envenenada. Su hijo Andrés III falleció apenas un año después que ella, el 14 de enero de 1301, extinguiéndose así por completo la Casa de Árpad.